# Bataille de Konna
Guerre du Mali
Batailles
La bataille de Konna se déroule du 9 au 17 janvier 2013 lors de la guerre du Mali. Elle marque le début de l'intervention de l'armée française au Mali avec le lancement de l'Opération Serval. La bataille débute le 9 janvier par une offensive des djihadistes qui aboutit le 10 à la prise de la ville de Konna. Cependant la progression des forces d'Ansar Dine, du MUJAO et d'AQMI vers Mopti et Sévaré est contrée le 11 janvier par l'intervention des hélicoptères des forces spéciales françaises. Après plusieurs jours de bombardements, les forces franco-maliennes contre-attaquent le 16 janvier et reprennent le contrôle de Konna le 17 janvier.

## Prélude
Depuis 2012, des négociations entre le gouvernement malien et les groupes djihadistes ont lieu à Ouagadougou, avec la médiation du gouvernement du Burkina Faso. Mais le 1er janvier 2013, les représentants d'Ansar Dine adressent deux demandes principales au gouvernement malien par l'intermédiaire du président burkinabè Blaise Compaoré. Ils demandent que « le caractère islamique de l'État du Mali soit proclamé solennellement dans la Constitution » et réclament l'autonomie de l'Azawad. Le gouvernement malien refuse.
Le 3 janvier 2013, Iyad Ag Ghali dénonce dans un communiqué la « mauvaise volonté » du gouvernement malien lors des négociations et déclare suspendre son offre de cessation des hostilités. Le lendemain, Ansar Dine remet un document au médiateur et président burkinabè Blaise Compaoré dans lequel il réclame l'autonomie de l'Azawad et l'application de la charia au nord du Mali. Mais depuis le 2 janvier, venus des régions de Gao et de Tombouctou, les forces djihadistes d'Ansar Dine, du MUJAO, d'AQMI et de Boko Haram se rassemblent à Bambara Maoudé,,. Le 7, une cinquantaine de leurs véhicules dépasse Douentza et se positionne à Dangol-Boré, face à l'armée malienne. Pour plus de discrétion, les pick-ups djihadistes évitent de se former en colonne mais se déplacent dans des zones boisées par petits groupes et en formation dispersée afin de ne pas se signaler par des panaches de fumée. Les pick-ups sont camouflés en étant recouverts de boue et les combattants se dissimulent sous des toiles de tente pour échapper aux visions infrarouges.

## Forces en présence
Les forces maliennes s'attendent à combattre. Dans la région de Mopti, le commandement est assuré par le colonel-major Didier Dacko. Le commandant Abass Dembélé dirige les forces maliennes du Groupement des Commandos Volontaires (GCV) ; Kassim Goïta, le régiment de Gao ; Elisé Dao, la garde nationale ; et le capitaine Pascal Berthe, l'artillerie. Les forces maliennes sont constituées principalement des soldats du 62e régiment d'infanterie motorisée, ainsi que des éléments du 35e régiment blindé et du 36e régiment d'artillerie. En décembre 2012, Jeune Afrique rapporte que selon une source militaire plus de 2 000 soldats sont présents à Konna.
Le nombre des djihadistes n'est pas connu avec précision. Peu avant l'offensive, la DGSE estime que ces derniers ont concentré 1 500 hommes près de la ligne de démarcation, dont 300 d'AQMI et 500 à 600 issus du MUJAO ; 30 pick-ups forment l'avant-garde, soutenus par une réserve de 40 autres véhicules à Douentza tandis que 80 autres pick-ups vont être détachés pour prendre part à l'offensive sur Diabaly. Les services maliens estiment quant à eux les forces djihadistes à environ 5 000 hommes. D'après un rapport du Sénat français rendu le 23 avril 2013, 1 500 à 3 000 djihadistes sont mobilisés pour les offensives au sud du Mali. Les forces des djihadistes sont initialement estimées à 1 200 hommes selon RFI et Al Jazeera,. Dans la nuit du 9 janvier au 10 janvier, un enseignant, près de Dangol-Boré, affirme avoir compté plus de 300 véhicules jihadistes. Pour le reporter Jean-Paul Mari, les assaillants rassemblent initialement 70 véhicules autour de Bambara Maoudé puis en engagent 150, dont 70 pour Ansar Dine dans l'assaut sur Konna. Pour Laurent Touchard, les forces djihadistes rassemblées au nord de la ligne de démarcation sont de 1 500 à 2 500 hommes avec 300 véhicules. Leurs forces sont constituées de combattants parmi les plus aguerris et les mieux équipés, les nouvelles recrues étant généralement laissées en arrière pour tenir les villes.
Peu avant l'attaque, différents chefs se réunissent brièvement à Léré, parmi eux figurent Iyad Ag Ghali, émir d'Ansar Dine, ainsi que Djamel Okacha et Abou Zeïd qui prendra le commandement du détachement qui attaquera la ville de Diabaly. Iyad Ag Ghali est le principal initiateur de l'offensive, les chefs d'AQMI et du MUJAO ont accepté de s'y joindre mais sans enthousiasme, ayant jugé préférable de consolider leurs positions dans le nord. Cependant l'objectif des djihadistes n'est pas connu avec certitude et deux hypothèses sont émises par la DGSE : selon la première leur but est de s'emparer de Bamako et de prendre le contrôle du pays ; selon la deuxième, l'offensive ne vise que les villes de Mopti et Sévaré et l'aéroport international de Mopti Ambodédjo, le seul aéroport du centre du Mali, dont la prise handicaperait grandement le déploiement d'une éventuelle intervention internationale.

## Déroulement

### Prise de Konna par les djihadistes
Le 8 janvier 2013, les djihadistes sont près de la ligne de démarcation dans la région de Mopti, les soldats maliens effectuent quelques tirs de sommation et des renforts sont envoyés,,,. De leur côté, les combattants d'Ansar Dine effectuent quelques tirs d'artillerie et de roquettes dans la nuit du 8 au 9. 
Le 9, en fin d'après-midi, le lieutenant-colonel Mamadou Samaké effectue une mission de reconnaissance avec une dizaine de blindés BRDM-2. Les soldats maliens ne rencontrent initialement aucune opposition de la part des djihadistes, mais ils tombent dans une embuscade sur le chemin du retour. L'ensemble des forces islamistes franchit alors la ligne de démarcation et attaque la ville de Konna,.
Les djihadistes atteignent Konna dans la nuit du 9 au 10 janvier. Le 10, les affrontements commencent à 8 h 30 et s'achèvent à 16 heures. Les djihadistes attaquent sur trois points : un premier groupe attaque au nord, par la route de Korientzé, un village de la commune de Korombana ; un deuxième attaque à l'est, par la route de Douentza ; tandis qu'un troisième contourne Konna par le sud afin de couper la retraite de la garnison. À l'ouest, le fleuve Niger rend la zone infranchissable. 
Selon le gouvernement malien, un bus rempli de djihadistes infiltrés parvient à entrer à l'intérieur de la ville. Selon Jean-Paul Mari, vers 13 heures, deux bus pénètrent dans la ville après avoir été contrôlés par des soldats maliens, mais il s'avère que les 14 occupants de ces bus sont des combattants d'AQMI déguisés en civils. Arrivés à un check-point au milieu des militaires ils ouvrent le feu et fauchent une soixantaine de soldats avant d'être à leur tour exterminés par les Maliens. Cette version est également défendue par Jean-Christophe Notin, elle est en revanche contestée par Laurent Touchard, selon lequel « l'agresseur déboule alors que l'identité des passagers du bus - de véritables civils - est en cours de vérification. Le bus en question est d'ailleurs pris pour cible par les hommes d'Iyad Ag Ghaly. »
Des combats de rues s'engagent dans la ville, mais les soldats maliens sont débordés, désorganisés, leurs messages radios sont interceptés par les djihadistes et ils se retrouvent à court de munitions. Vers 11 heures, les Maliens commencent leur repli. Les combats durent jusqu'à 16 heures et à 17 heures les groupes djihadistes contrôlent la totalité de la ville. À l'extérieur de Konna, le lieutenant-colonel Samaké, presque à court de munitions, parvient également à battre en retraite avec ses blindés. Les troupes maliennes en déroute se replient sur Sévaré,,,,.

### Offensive djihadiste sur Sévaré et Mopti
Cependant, l'offensive des djihadistes au sud du Mali provoque l'entrée en guerre de la France avec le lancement, le 11 janvier, de l'Opération Serval. Dès les 10 et 11 janvier, l'armée française dépose par avions des forces spéciales à Sévaré,,,,. 
Le matin du 11 janvier, Mopti et Sévaré se retrouvent directement menacées. Seuls 70 soldats français des forces spéciales tiennent alors l'aéroport international de Mopti Ambodédjo, tandis que l'armée malienne déploie de son côté deux chars T-55 et trois camions lance-roquettes multiple BM-21 en guise d'artillerie. Si les djihadistes s'emparent de Mopti, plus aucune défense ne peut s'opposer à leur progression jusqu'à Bamako.
Les deux camps reçoivent également des renforts dans la journée du 11 janvier. Du côté des Maliens, 300 soldats « bérets rouges » du 33e Régiment Commando-Parachutiste gagnent le front avec une vingtaine de blindés BRDM-2. Les combattants d'Ansar Dine sont quant à eux renforcés par 500 hommes du MUJAO et d'AQMI. Les effectifs du COS à Sévaré passent également à une centaine d'hommes issus du 1er régiment de parachutistes d'infanterie de marine (1er RPIMa), du 13e régiment de dragons parachutistes (13e RDP), du Commando parachutiste de l'air n° 10 (CPA-10) et des commandos marin de l'ESNO,.
Les djihadistes poursuivent ensuite leur progression et se portent en direction des villes de Mopti et Sévaré. Dans la matinée, deux hélicoptères maliens Mi-24, fraîchement réparés, décollent à Bamako et gagnent Sévaré. À la demande des Français, ils se portent ensuite à Konna afin d'attaquer un groupe d'une centaine d'hommes repérés par un Atlantic-2 en train de fêter leur victoire autour d'un méchoui. Vers 9 heures, les hélicoptères sont à Konna et ouvrent le feu sur les combattants salafistes, ils leur infligent des pertes mais tuent également quelques civils. Leur mission effectuée, ils regagnent ensuite Sévaré,.
Dans l'après-midi, les Français engagent à leur tour des hélicoptères Gazelle du 4e régiment d'hélicoptères des forces spéciales afin de contrer la progression des djihadistes entre Konna et Sévaré,,. Vers 14 heures, deux appareils décollent à Djibo, au Burkina Faso. Vers 16 heures, ils s'attaquent à un groupe de pick-ups djihadistes. Cependant les Français volent bas, sans soutien au sol et les djihadistes disposent de batteries antiaériennes sur certains de leurs véhicules. Lors de l'échange de tirs qui suit, un pick-up est détruit et ses quatre occupants tués par un missile HOT, cependant les deux Gazelle sont également touchés. Le copilote du premier hélicoptère est grièvement blessé par une balle de AK-47, l'appareil parvient à rejoindre l'antenne médicale militaire française la plus proche, mais le militaire français blessé succombe ensuite à ses blessures. Le deuxième hélicoptère doit quant à lui se poser en catastrophe au nord de Sévaré, mais l'équipage s'en tire sauf et est récupéré par les forces spéciales au sol. Les Français se replient ensuite sur Sévaré après avoir détruit leur appareil,,
Deux autres hélicoptères Gazelle sont engagés peu après et ouvrent le feu avec des missiles HOT et des canons de calibre 20 mm, au total quatre véhicules djihadistes sont détruits,. Les djihadistes abandonnent le combat et se replient sur Konna et Douentza,.
Dans la soirée, les Mirage 2000D basés Ndjamena entrent à leur tour en action. Deux premiers appareils décollent vers 19 h 15, heure locale. Vers 22 heures, ils larguent deux bombes sur un bâtiment de Konna qui sert de quartier-général à Ansar Dine. Le bâtiment est ravagé et plusieurs véhicules à l'entrée sont détruits. Les avions poursuivent leurs frappes et bombardent un dépôt logistique, puis vers minuit une deuxième vague de Mirage détruit encore quatre bâtiments. Le port de pêche, les bâtiments militaires et administratifs, la sous-préfecture et ses environs sont particulièrement visés. Selon des témoignages d'habitants, les frappes ont fait au moins une dizaine de morts. Plusieurs combattants islamistes prennent la fuite, paniqués. Une bonne partie des combattants d'Ansar Dine se débandent. Certains fuyards se seraient même noyés dans le fleuve,,.
Le 12 janvier, l'état-major de l'armée malienne revendique la prise de la ville de Konna,,. Toutefois, le 15 janvier, le ministre français de la Défense, Jean-Yves Le Drian, dément l'information.
Dans la nuit du 12 au 13 janvier, les Mirages 2000D basés à N'Djaména effectuent de nouvelles frappes entre Konna et Léré. Dès le 13 janvier, Konna commence à être abandonnée par les djihadistes selon des témoignages d'habitants. Les djihadistes se positionnent essentiellement aux alentours de la ville,. Dans les jours qui suivent, certains d'entre-eux continuent d'apparaître en petit nombre à Konna, essentiellement pour se procurer de l'eau et des vivres

### Konna reprise par les forces franco-maliennes
Le soir du 16 janvier, les forces franco-maliennes lancent la contre-offensive sur Konna : 400 soldats maliens commandés par le colonel Dacko quittent Sévaré, épaulés par une quarantaine de militaires français des forces spéciales, dont une douzaine du 1er RPIMa. En fin d'après-midi, ils se heurtent aux djihadistes près de village de Dengaourou, situé dans une zone boisée, à une quarantaine de kilomètres de Konna. Le combat se poursuit toute la nuit. Deux soldats maliens sont tués au début de l'affrontement, dont un par un tireur d'élite. Cependant, les positions des djihadistes sont repérées par les forces spéciales françaises et signalées à l'artillerie malienne, constituée notamment de camions lance-roquettes multiple BM-21. Les djihadistes sont écrasés par les tirs d'artillerie et au total 14 de leurs pick-up sont détruits.
Les djihadistes se replient après plusieurs heures d'affrontements, mais ils sont poursuivis par des hélicoptères. Peu avant l'aube, les deux Mi-24 maliens attaquent un groupe de douze pick-ups et en détruisent quatre. Du côté des Français, un Tigre et une Gazelle neutralisent deux autres véhicules. 
Les pertes des djihadistes ne sont pas connues, seulement quatre corps sont retrouvés selon les soldats français, tandis qu'un capitaine malien déclare à l'AFP le lendemain du combat que six islamistes ont été tués, huit de leurs véhicules capturés et plusieurs autres détruits. Au vu du nombre des pick-ups détruits, leurs pertes réelles sont probablement plus importantes, les djihadistes ayant sans doute emportés la plupart de leurs morts,.
Le matin du 17 janvier, seuls huit islamistes se trouvent encore à Konna : quatre prennent la fuite vers Douentza en volant deux motos et  les quatre autres s'enfuient après avoir menacé avec leurs armes des jeunes habitants qui voulaient les lyncher. Les troupes françaises et maliennes alors reprennent possession de Konna dans la journée sans rencontrer de résistance,. Les forces maliennes entrent dans la ville les premières, vers 17 heures, suivies par trois véhicules français, puis quatre véhicules maliens qui ferment la marche. Les militaires sont acclamés par la population qui brandit des drapeaux maliens et français. Le lendemain, Konna est entièrement contrôlée par les forces franco-maliennes.

## Bilan et pertes
Les Français déplorent un mort lors de la bataille ; le lieutenant Damien Boiteux, copilote d'un hélicoptère Gazelle, mortellement blessé le 11 janvier.
Le 12 janvier, l'armée malienne, indique dans un premier bilan que 11 de ses soldats ont été tués et une soixantaine sont blessés, elle estime également les pertes islamistes à une centaine de tués,,. Cependant ce bilan est contesté par des témoignages d'habitants qui affirment avoir compté un plus grand nombre de cadavres vêtus d'uniformes. 
Selon le colonel français qui commandait le détachement des forces spéciales à Sévaré, le colonel Didier Dacko lui avait annoncé le 10 janvier que ses pertes étaient de 20 morts et d'environ 60 blessés.
Selon une « source sécuritaire régionale » de l'AFP, au moins 46 islamistes sont morts lors des combats livrés du 10 au 12 janvier, tandis que selon un habitant de Konna des dizaines de corps ont été laissés dans la ville. 6 autres islamistes sont tués dans la nuit du 16 au 17 selon les déclarations d'officiers maliens. Selon un rapport d'Human Rights Watch, trois enfants soldats enrôlés par les islamistes sont morts pendant les affrontements. 
Le 12 janvier, un commerçant de Konna affirme à l'agence Reuters avoir compté 148 morts, dont plusieurs dizaines de l'armée malienne. Un autre témoin, nommé Mohammed, affirme avoir compté 47 corps de soldats maliens dans la ville. Selon des habitants de Konna, une cinquantaine de véhicules ont été détruits par les frappes aériennes. D'après certains habitants, 36 soldats maliens sont enterrés à Sama. Selon une source militaire, 58 soldats maliens ont été tués lors des combats.
Le 14 janvier, selon le journal malien 22 septembre, 101 djihadistes, 11 soldats maliens et un pilote français sont tués lors de la bataille. Pour le journal Nouvelle Libération, du 11 au 14 janvier, les djihadistes ont perdu 130 hommes, dont Firhoun, le fils adoptif de Iyad Ag Ghali, ainsi que 30 véhicules et 4 BRDM-2 détruits,.
Parmi les morts figure un des chefs d'Ansar Dine, Abdel Krim, dit Kojak. Grièvement touché dans les combats à Konna, il succombe à ses blessures dans l'hôpital de Gao. Selon d'autres sources, le chef Kojak s'appellerait Mohamed Ag Aghaly Ag Wambadja. Le 13, contactés par Sahara Media, des chefs d'Ansar Dine confirment que Kojak et quatre de ses combattants ont été tués le 10 janvier lors des combats contre les militaires maliens.
Le 15 janvier, le mouvement Ansar Dine publie une vidéo qu'il affirme avoir filmée la veille à Konna. Un chef islamiste, Abu El Habib Sidi Mohamed, qui se présente comme étant membre de la commission de communication d’Ansar Edine, déclare que le mouvement tient toujours la ville et montre plusieurs blindés pris à l'armée malienne. Il déclare que seulement cinq combattants de son mouvement ont été tués et que sept civils sont morts lors d'un bombardement français.
Le 19 janvier, Ansar Dine déclare avoir tué 25 soldats maliens à Konna dans les combats du 10 janvier et avoir également capturé 11 véhicules, 6 chars et une grande quantité de munitions, il estime également que 60 soldats maliens ont été tués, plusieurs dizaines d'autres blessés, deux hélicoptères français abattus et ne reconnaît qu'une perte de 8 hommes dans l'ensemble des combats livrés depuis le 10 janvier,,. Cependant selon Laurent Touchard, les « chars » que Ansar Dine revendique comme prise de guerre sont en réalité des blindés BRDM-2 et BTR-60PB.
Selon Human Rights Watch, au moins 10 civils sont également tués lors des combats les 11 et 12 janvier, dont 3 enfants qui se noient en essayant de traverser le fleuve Niger. Amnesty International affirme de son côté qu'au moins cinq civils dont trois enfants ont été tués par un bombardement aérien le 11 janvier. Pour Jean-Christophe Notin, ces cinq civils n'ont été tués par les frappes aériennes françaises mais ont été victimes de tirs d'hélicoptères Mi-24 de l'armée malienne.
En février 2013, le maire de Konna, Ibrahima Diakité dit Sory déclare que 15 civils ont été tués et 19 blessés lors de la bataille de Konna, il estime également qu'au moins 502 islamistes ont été tués. Cette dernière estimation s'appuie probablement sur le témoignage d'un habitant de Konna, qui avait affirmé avoir été sollicité par les djihadistes pour les aider à laver leurs cadavres dans la nuit du 10 janvier, avant l'intervention française. Il estime avoir compté 502 corps qui ont ensuite été conduits vers Douentza.
71 personnes, blessées lors des combats à Konna, sont envoyés à l'hôpital de Mopti selon le Comité international de la Croix-Rouge.

## Exactions
Selon Human Rights Watch, sept soldats maliens, dont cinq blessés, ont été exécutés sommairement par des islamistes lors de la prise de la ville.
Selon des habitants, plusieurs prisonniers islamistes ou des suspects sont tués par des soldats maliens dans des camps militaires à Sévaré, parmi lesquels des blessés pris à Konna, des témoins évoquent notamment un charnier de 25 à 30 corps ou bien des cadavres jetés dans des puits. D'après Human Rights Watch, au moins 13 personnes ont été exécutées sommairement par des soldats maliens et 5 autres ont disparu entre le 9 et le 18 janvier à Sévaré, Konna et les villages environnants.

### Vidéographie
- [vidéo] Mali: Hollande confirme l'engagement des forces françaises, AFP, 11 janvier 2013.
- [vidéo] Mali : les islamistes chassés de Konna, Euronews, 18 janvier 2013.
- [vidéo] Mali : Konna, ex-bastion des islamistes - 27/01, BFM TV, 27 janvier 2013.
- [vidéo] A Konna, "peut-être 4 habitants tués par les frappes françaises", AFP, 28 janvier 2013.